# Escuela judía de Alejandría

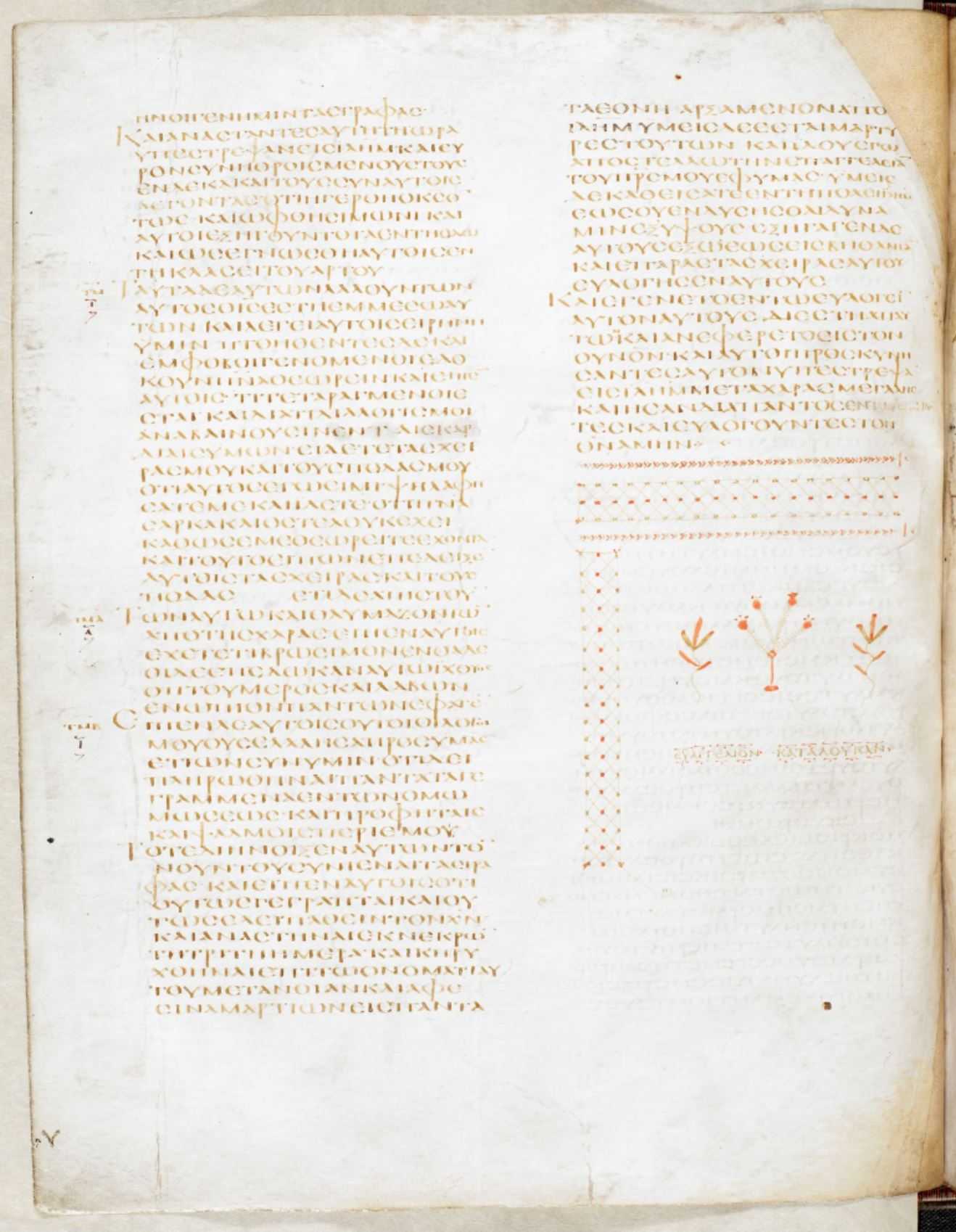
Septuaginta. La antigua Biblia judía griega alejandrina —conocida como la Biblia de los LXX (70), o Septuaginta—, representa la más antigua e importante de las colecciones de textos y escritos sagrados judíos, bastante más antigua que el Tanaj judío palestinense, que conjuntamente constituyen la fuente para el Antiguo Testamento de las Biblias cristianas.

Escuela Judía de Alejandría, instalados en Alejandría desde el reinado de Ptolomeo I (-320), los judíos se esforzaron en poner su cultura nacional y su religión al nivel del helenismo.
El esfuerzo se realizó en un triple sentido: 
- a) Traducción de la Biblia hebrea al griego (versión de los Setenta).
- b) Presentación nacionalista de la historia de Israel.
- c) Interpretación alegórica de la Ley.

De esta escuela destacaron Eupolemo, Aristeo, Artapano, Demetrio, Aristóbulo y Filón.